# Collotheca balatonica
Collotheca balatonica is een raderdiertjessoort uit de familie Collothecidae. De wetenschappelijke naam van deze soort is voor het eerst geldig gepubliceerd in 1936 door Varga.